# Team Sovac
Team Sovac (código UCI: CCS) fue un equipo ciclista profesional argelino de categoría Continental que fue creado en 2018.

## Clasificaciones UCI
A partir de 2005 la UCI instauró los Circuitos Continentales UCI, donde el equipo está desde que se creó en 2018, registrado dentro del UCI Africa Tour.

### UCI Africa Tour
| Temporada | Clasificación por equipos | Mejor corredor  | Puesto |
| 2018      | 1º                        | Youcef Reguigui | 2º     |

### UCI Asia Tour
| Temporada | Clasificación por equipos | Mejor corredor  | Puesto |
| 2018      | 87.º                      | Davide Rebellin | 356.º  |

### UCI Europe Tour
| Temporada | Clasificación por equipos | Mejor corredor   | Puesto |
| 2018      | 105.º                     | Alexander Geuens | 582.º  |

## Palmarés
Para años anteriores véase: Palmarés del Team Sovac

### Palmarés 2019

#### Circuitos Continentales UCI
| Fechas         | Circuito             | Carreras                           | Ganador        |
| 23 de marzo    | UCI Africa Tour 2019 | 1.ª etapa del Tour de Egipto       | Nassim Saidi   |
| 7 de abril     | UCI Africa Tour 2019 | 3.ª etapa de la Vuelta a Marruecos | Laurent Évrard |
| 14 de abril    | UCI Africa Tour 2019 | Vuelta a Marruecos                 | Laurent Évrard |
| 1 de noviembre | UCI Africa Tour 2020 | 8.ª etapa del Tour de Faso         | Hamza Mansouri |

#### Campeonatos nacionales
| Fechas | Carreras | Ganador |

## Plantilla
Para años anteriores véase: Plantillas del Team Sovac

### Plantilla 2019
| Nombre                   | Nacimiento | Nacionalidad | Equipo 2018                                |
| Samy Aurignac            | 21/12/1992 | Francia      | Neoprofesional                             |
| Boualem Belmokhtar       | 11/03/1993 | Argelia      | Sovac-Natura4Ever                          |
| Abderrahmane Bouchlaghem | 05/10/1994 | Argelia      | Neoprofesional                             |
| Mohamed Bouzidi          | 06/05/1984 | Argelia      | Sovac-Natura4Ever                          |
| Laurent Évrard           | 12/03/1996 | Bélgica      | Sovac-Natura4Ever                          |
| Abderrahmane Hamza       | 19/02/1992 | Argelia      | Sovac-Natura4Ever                          |
| Ayoub Karrar             | 03/02/1993 | Argelia      | Sovac-Natura4Ever                          |
| Hamza Mansouri           | 13/04/1999 | Argelia      | Sovac-Natura4Ever                          |
| Islam Mansouri           | 23/07/1997 | Argelia      | Sovac-Natura4Ever                          |
| Abderrahmane Mansouri    | 13/01/1995 | Argelia      | Sharjah Team                               |
| Hicham Mokhtari          | 11/12/1996 | Argelia      | Sovac-Natura4Ever                          |
| Davide Rebellin          | 09/08/1971 | Italia       | Sovac-Natura4Ever                          |
| Nassim Saidi             | 09/12/1994 | Argelia      | Olympique Team Algerie Tour Aglo 37 (2014) |

1. ↑  Hasta el 1 de marzo.
2. ↑  Hasta el 31 de mayo.
3. ↑  Desde el 15 de marzo.
4. ↑  Hasta el 30 de abril.